# コジモ・ガンベルッチ
コジモ・ガンベルッチ（Cosimo Gamberucci、1562年1月8日 - 1621年12月24日）は、イタリアの画家である。フィレンツェやトスカーナの教会の壁画や宗教画を描いた。

## 略歴
フィレンツェで生まれた。フィレンツェの画家、ジョヴァンニ・バッティスタ・ナルディーニ（Giovanni Battista Naldini: 1535–1591）の弟子になった後、1578年にフィレンツェのアカデミア・デル・ディセーニョ(Accademia delle Arti del Disegno)に入学し、サンティ・ディ・ティートに学んだ。
1580年から1620年の間の活動が知られ、フィレンツェ郊外ガルッツォの修道院（Certosa del Galluzzo）や, サン・ミニアートの聖堂（Duomo di San Miniato）、フィレンツェのサンタ・マリア・ノヴェッラ教会（basilica di Santa Maria Novella）、ピサ大聖堂（Duomo di Pisa）など、フィレンツェやトスカーナ地域の教会などの装飾画を描いた。有名な彫刻家、画家のミケランジェロ・ブオナローティの一族のミケランジェロ・ブオナローティ・イル・ジョーヴァネ（1568-1646）が大叔父のミケランジェロの業績を讃えるために作ったブオナローティ邸（Casa Buonarroti）の展示室のためにも働いた。
1587年にはアカデミア・デル・ディセーニョの会員に選ばれ、その後何度か役員を務めた。1606年にローマとナポリに旅したが、フィレンツェ派のスタイルを変えることはなかったとされる。1621年にフィレンツェで亡くなった。

## 作品

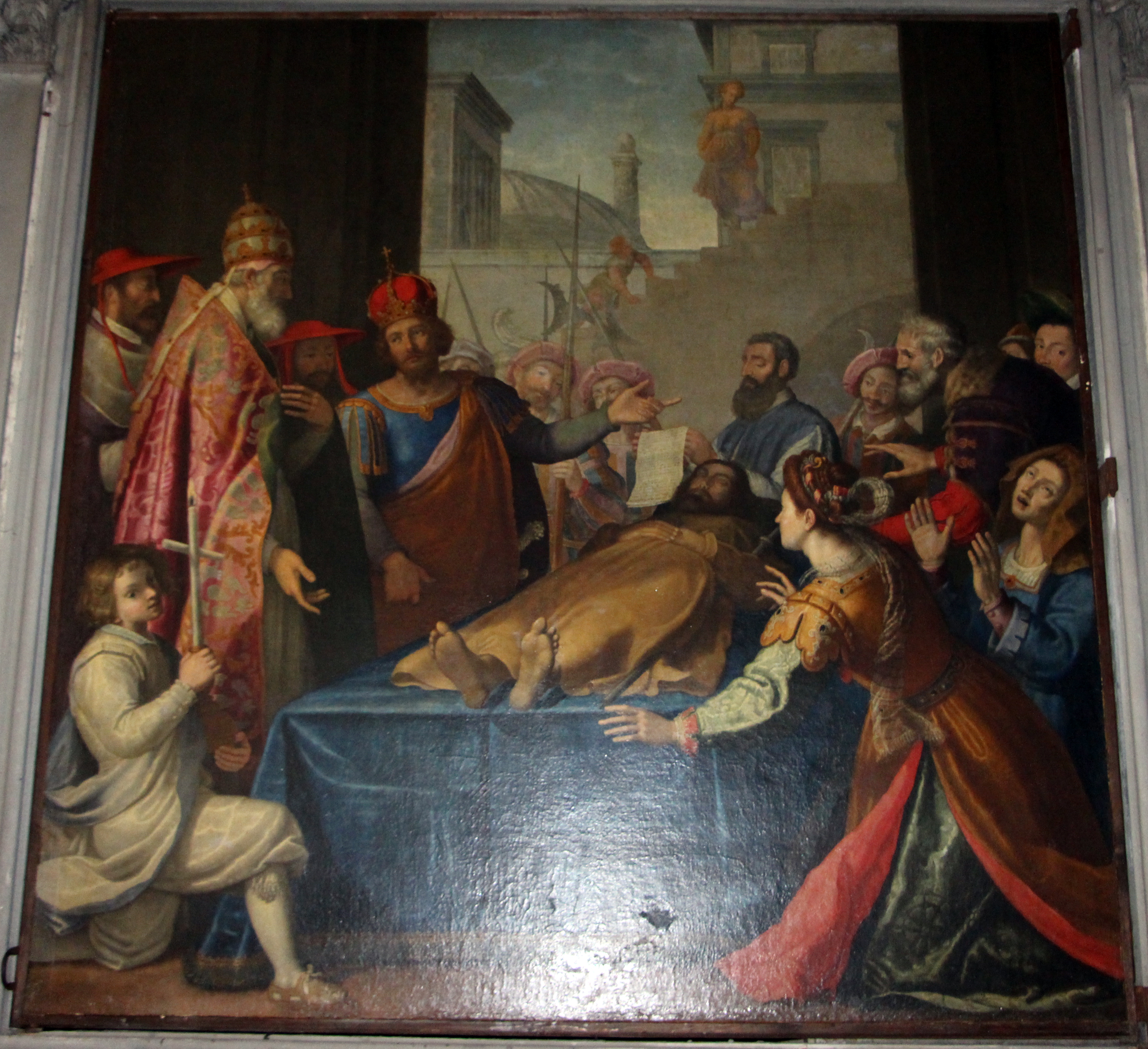
「聖アレッシオの葬儀」（1605年） フィレンツェのサンタ・トリニタ教会
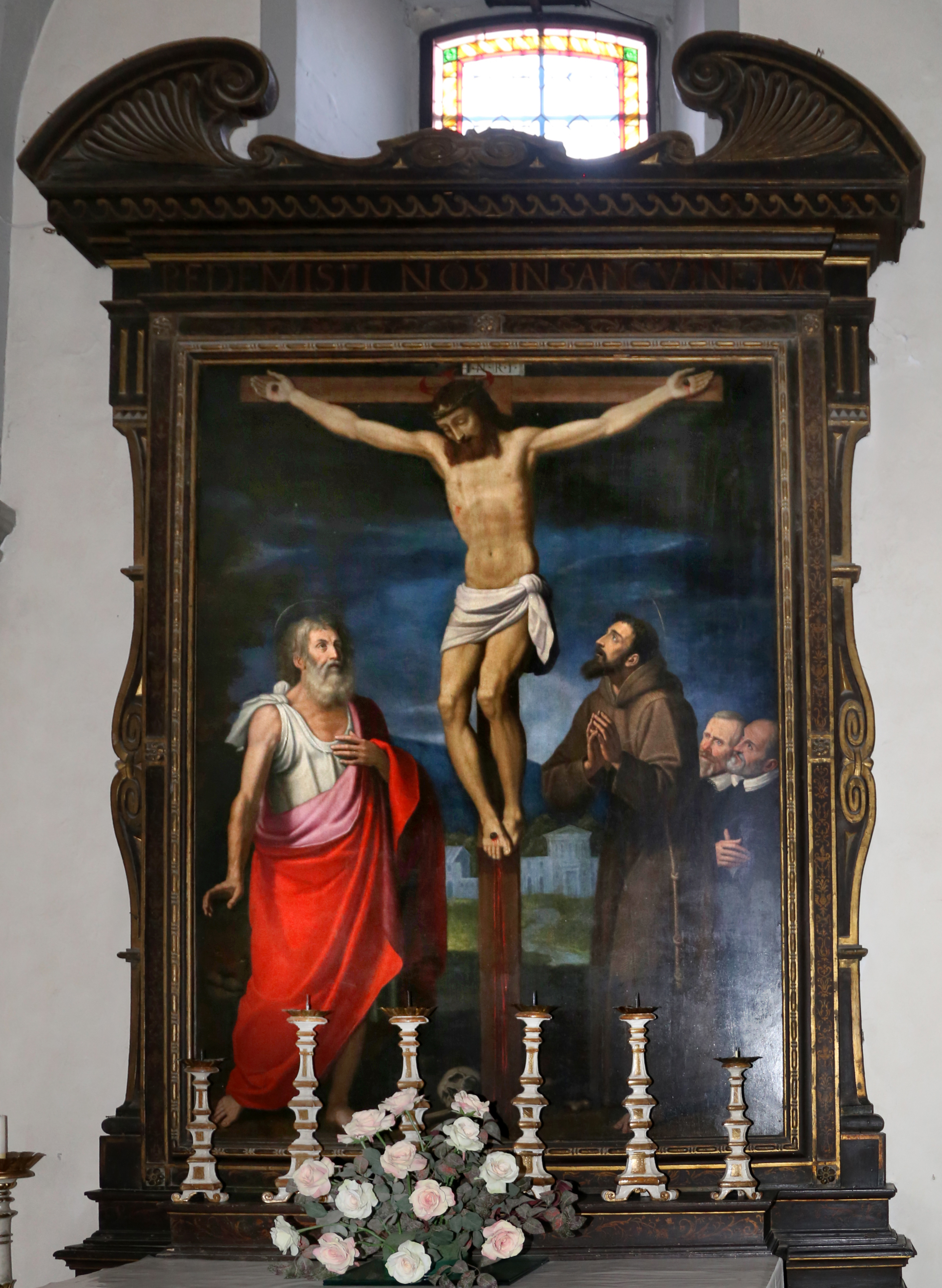
キリスト磔刑と聖ヒエロニムス、聖フランチェスコと2人の寄進者(1609) ピエトラクーパの教会
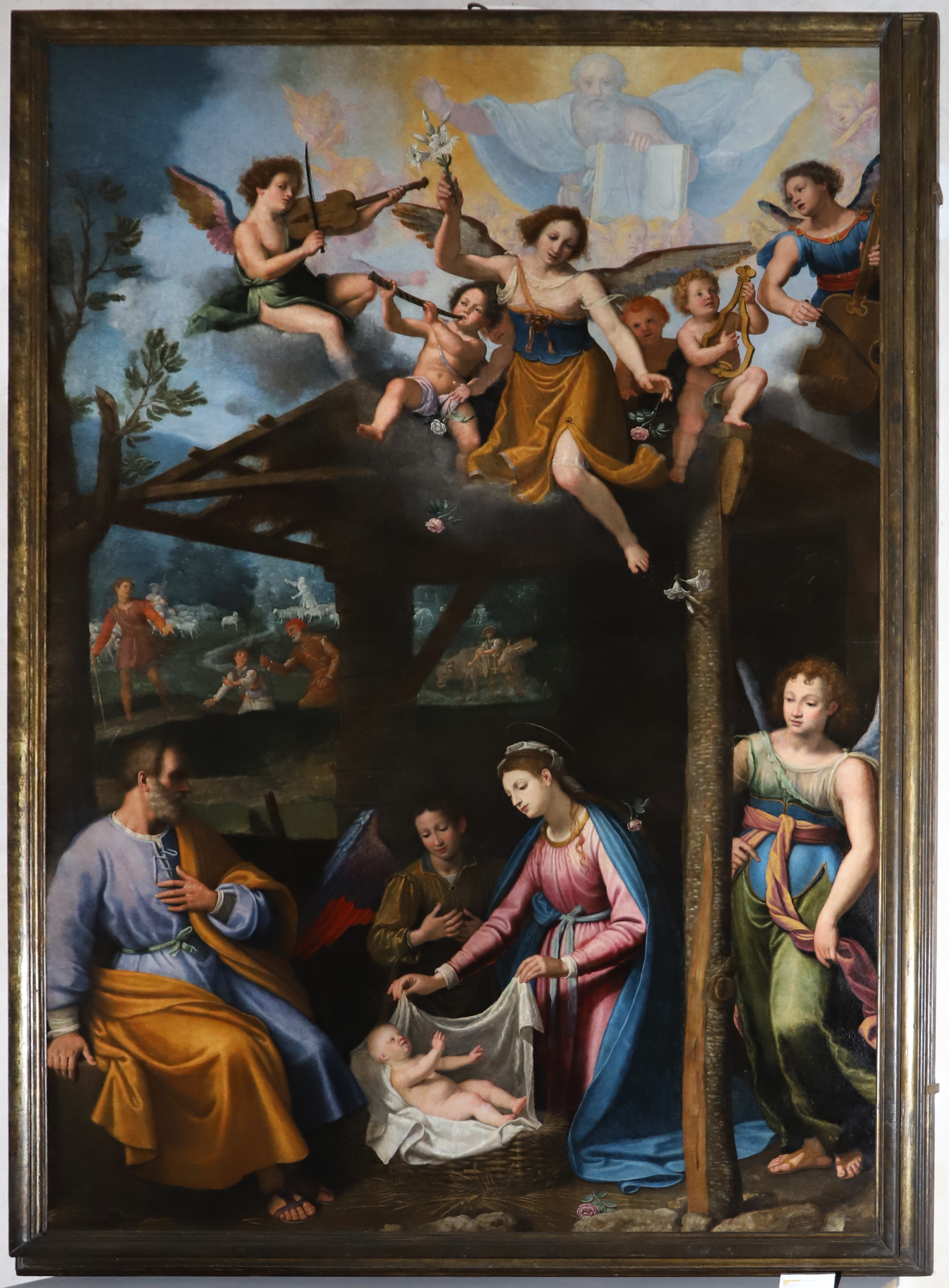
キリスト降誕と天使たち(1618)
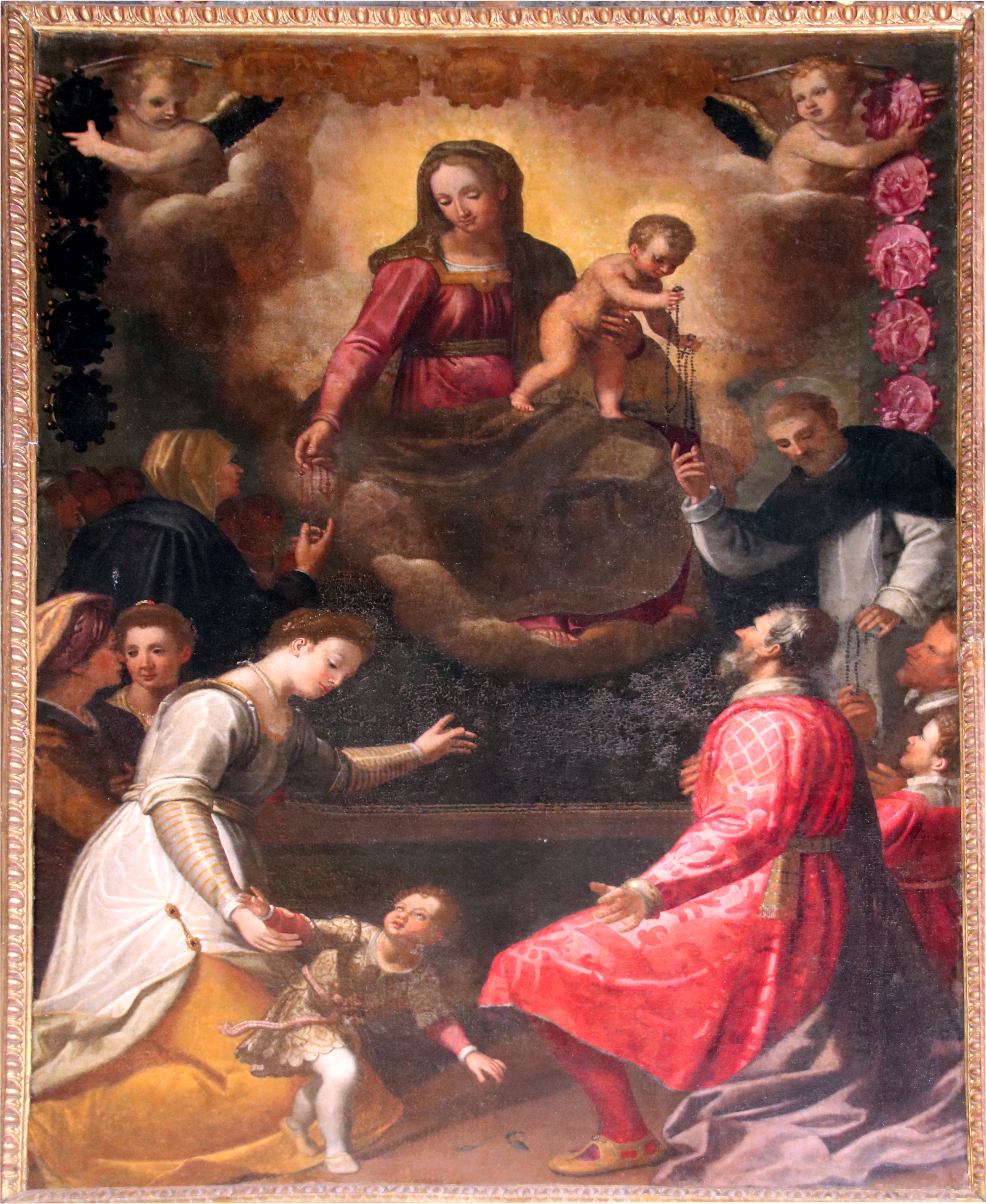
聖母子像を見る人々 マルチャーノ・デッラ・キアーナの教会